# 이한주
이한주(李漢柱, 1943년 12월 18일 ~ 2011년 5월 25일)는 대한제국 황실의 후손으로, 조선 제16대 인조의 3남인 인평대군의 11대 사손(嗣孫)이다. 본래는 의친왕의 손자였으나, 아버지 이수길이 후사가 없던 인평대군 가문에 양자로 가게 되었다.

## 생애
대한황실의 후손이며, 대궁(大宮, 인평대군 종가) 제11대 사손(嗣孫)으로 본관은 전주, 휘는 한주(한柱)이다. 조선 제16대 인조의 3남 인평대군의 11대 사손(嗣孫)이며, 대궁 제8대 사손 궁내부대신 이재극(李載克)의 증손이며, 제9대 사손 이인용(李寅鎔)의 손자이자 대한제국 제1대 고종황제의 5남 의친왕 이강의 친손자이다.
아버지는 대궁 제10대 사손이자 구황실재산관리재단 사무총국장 및 (사)전주이씨대동종약원 이사장을 역임하였던 이수길(李壽吉, 항렬자: 李海昶)이며, 어머니(양모)는 김씨 이름은 신덕이며, 친모는 혼혈?이다.
수길의 장남으로 1943년 12월 18일 탄생하였다. 일본 황족들이 다니는 가쿠슈인과 도쿄 히노시 소재에 있는 메이세이대학(明星大学)을 졸업하고, 일시 귀국하여 아버지 사업을 돕기도 하였다.
의친왕의 5남이었던 아버지가 인평대군의 제9대 이인용(李寅鎔) 사손에게 입적되어 인평대군 제10대 사손이 되었다. 아버지가 별세하자 뒤를 이어 인평대군 제11대 사손이 되었다. 아버지와 칠궁(七宮)에서 거주하기도 하였으며, 일본으로 이민을 떠나 정착하여 일본에서 살다가 2011년 5월 25일 도쿄 한 병원에서 숙환으로 향년 69세로 별세하였다.

## 황실 가계
- 친 증조부 대한 고종 태황제(大韓 高宗 太皇帝) 광무제(光武皇帝) (조선 제26대 국왕 고종)
- 친 증조모 후궁 귀인 장씨(貴人 張氏)
  - 친 조부 친왕(親王) 의왕 이강(義王 李堈), 고종 태황제의 5황자
  - 친 조모 수인당 김씨(修仁堂 金氏), 김흥인(金興仁)
- 양 증조 이재극(李載克)
- 양 조부 이인용(李寅鎔), 대궁(大宮) 사손
    - 친부 황손 이주(李鑄), 호적명은 이해일, 아명(兒名)은 이수길(李壽吉)
    - 친모 천지자(千枝子, 1919년-?년), 혼혈?
      - 황손 이한주(李漢柱, 1943년 ~ 2011년)
      - 부인 손정순
        - 장자 사손 이덕

      - 제 황손 이범주(李范柱, 1947년-?)
      - 매 황손 이순주(李淳柱, 1939년- )
      - 매 황손 이냉주(李冷柱, 1941년- )

    - 계모 김해 김씨(金氏, 1923년- ), 호적명은 김신덕(金信德)